# Botryarrhena
Botryarrhena es un género con dos especies de plantas con flores perteneciente a la familia Rubiaceae.

## Taxonomía
El género fue descrito por Adolpho Ducke y publicado en Notizblatt des Botanischen Gartens und Museums zu Berlin-Dahlem 11: 476. 1932.

## Especies aceptadas
A continuación se brinda un listado de las especies del género Botryarrhena aceptadas hasta mayo de 2015, ordenadas alfabéticamente. Para cada una se indica el nombre binomial seguido del autor, abreviado según las convenciones y usos.	
- Botryarrhena pendula
- Botryarrhena venezualensis